# Fuente Helecha
Fuente Helecha es un paraje natural situado en el municipio de Casavieja, al sur de la Provincia de Ávila y de la sierra de Gredos, en España. También se de denomina Navalguijo y se enmarca en la comarca natural del Valle del Tiétar. Cuenta con numerosos riachuelos, gargantas y fuentes, una de las cuales da nombre al lugar.

## Características
Su valor paisajístico es elevado, siendo un frondoso bosque praderas encajado en las estribaciones de la sierra de Gredos, sus cursos naturales de agua son abundantes, constituye un buen lugar de observación con una bella perspectiva de toda la cuenca visual del paraje.

### Unidades ambientales
En el paraje natural se distinguen varias unidades ambientales como son las riberas y zonas de agua y los pinares con vegetación arbustiva.

### Clima
- La temperatura media anual: 14,6 °C y 16 °C.
- Medias del mes más frío: 5,5 °C y 6,3 °C.
- Medias del mes más cálido: 26 °C y 28 °C.
- La media de precipitación anual: 1.142 mm.

Este paraje se caracteriza por tener suelos firmes y húmedos. 

### Orografía
Se trata de un paisaje montañoso, de la Sierra de Gredos en el Valle del Tiétar.
Desde él se aprecian perfectamente las cimas más altas de la montaña como pueden ser :
| Altura sobre el nivel del mar |
| --- |
| - Lanchamala: 2003 metros - Gamonosa: 1.993 metros - Lanchalisa: 1984 metros - Alcarabán : 1.781 metros - Puerto del Alacrán: 1769 metros - El Cabezo: 2190 metros |

### Flora y fauna
La fauna se caracteriza por animales como los tordos, milanos, águilas, cigüeñas y anidadas en la finca de familias de gorriones, verderones, chochines, herrerillos, jilgueros, carboneros, petirrojos y zorzales.
La flora característica de la zona es el pino, el castaño y el roble.

## Utilización del espacio
El paraje natural Fuente Helecha es utilizado como zona recreativa y de ocio desde los más jóvenes hasta los más mayores. Ofrece un gran número de rutas de senderismo, como la ruta de los Molinos o la ruta del puerto del Alacrán. En el lugar se encuentran instalaciones como el camping de Casavieja, la piscina municipal y natural de Casavieja, restaurantes y kioscos.
- Datos: Q5870136